# Al Pitrelli
Al Pitrelli (26 de setembro de 1962), é um guitarrista americano, conhecido por ter participado das bandas Trans-Siberian Orchestra, Megadeth, Alice Cooper e Savatage. Também performou com vários grupos como membro em turnê, incluindo Michael Bolton, Celine Dion, Asia, Dee Snider, Kathy Troccoli, Taylor Dayne, Blue Öyster Cult, Exposé e Joe Lynn Turner.

## Carreira

### Início da carreira (1982–1999)
Pitrelli frequentou o Berklee College of Music em Boston no início dos anos 80, onde conheceu o tecladista do Alice Cooper, Derek Sherinian, que era seu colega de quarto. Quando estava em Berklee, Pitrelli formou uma banda junto a seus colegas, incluindo o guitarrista Mike Hickey, que futuramente integrou Venom. Após sair de Berklee, Pitrelly trabalhou como musicista e deu aulas de guitarra em Manhattan e Bellmore. Sua primeira grande participação foi com Michael Bolton, no single Fool's Game. Sobre o single, Pitrelli relatou: "Esse single era quando Michael Bolton ainda tentava ser Sammy Hagar, e não Engelbert Humperdinck."
Em 1989, Pitrelli foi convidado como segundo guitarrista na música "Uptown", no primeiro álbum do baixista Randy Coven, "Funk Me Tender". Ele então passou a fazer parte da banda integralmente, tendo tocado em Sammy Says Ouch! Esta formação também lançou um álbum denominado CPR, sob o nome Coven, Pitrelli, Reilly. Pitrelli foi o guitarrista e diretor musical do Alice Cooper entre 1989 e 1991, tendo sido introduzido a banda por Steve Vai, e apareceu no vídeo-álbum Trashes The World, além de ter escrito a música "Burning Our Bed" do álbum Hey Stoopid (1991). Após isso, juntou-se a banda Widowmaker, de Dee Snider, por dois álbuns, no início dos anos 90, e também tocou com Stephen Pearcy em Vertex. Pitrelli também participou da banda Asia, nos álbuns Aqua (1992) e Aria (1994). Fez aparições em várias apresentações, com Celine Dion, Kathy Troccoli, Taylor Dayne e Exposé. Em fevereiro e março de 1999, participou de turnês com o Blue Öyster Cult, substituindo Allen Lanier.

### Savatage (1995–2000, 2002, 2015, 2023)
Pitrelli entrou para Savatage em 1995, na mesma época em que o guitarrista Chris Caffery, que havia feito parte da banda em 1989, voltou. Pitrelli tocou guitarra solo nos álbuns Dead Winter Dead (1995) e The Wake of Magellan (1997), e fez alguns trabalhos de guitarra principal em Poets and Madmen (2001), apesar de já ser membro do Megadeth. Nesse álbum, Pitrelli tocou o final de "Stay with Me a While", os solos principais de "Morphine Child" e "The Rumor", a primeira parte e o solo principal de "Commissar", bem como o final da música. Saiu do Savatage em 2000 para se juntar ao Megadeth, porém voltou a banda em 2002, com a dissolução do Megadeth. Savatage se separou neste mesmo ano, porém se reuniram para uma apresentação no Wacken Open Air em 2015 e a gravação de um álbum em 2023.

### Trans-Siberian Orchestra (1995–presente)
Em 1995, Pitrelli foi convidado pelo produtor do Savatage, Paul O'Neill, para se juntar ao seu novo projeto, o Trans-Siberian Orchestra. Pitrelli foi peça indispensável da banda desde o lançamento do primeiro disco, Christmas Eve and Other Stories, em 1996. Além de ser o guitarrista principal da banda, também é o diretor musical ao vivo. O programa da tour de 2007 descreve Pitrelli como “tocar de forma ousada e ter um vasto léxico musical” como componentes-chave que contribuíram para o estilo de rock progressivo constante e inovador da banda. Sua guitarra principal é notável em "Tracers" e no instrumental "Toccata – Carpimus Noctem", tendo co-escrito essa última. Ambas músicas fazem parte do quinto ato de "rock opera" do grupo, no álbum Night Castle, de 2009. Após a morte de O'Neill em 2017, Pitrelli continuou a performar pela banda, enquanto o papel de O'Neill foi tomado por sua família.

### Megadeth (2000–2002)
Pitrelli foi um membro do Megadeth entre 2000 e 2002, entrando no lugar de Marty Friedman. Entrou na banda durante a turnê do álbum Risk, e fez seu primeiro show em 11 de janeiro de 2000, dois dias após a despedida de Friedman. Pitrelli tocou no álbum The World Needs a Hero, de 2001, sendo co-autor da música "Promises" e fazendo a maior parte dos solos de guitarra do álbum. Pitrelli também participou do álbum ao vivo Rude Awakening lançado em 2002. Após a dissolvição do Megadeth em 2002, devido a uma lesão no braço de Dave Mustaine, Pitrelli voltou ao Savatage e continuou seu trabalho com a Trans-Siberian Orchestra.

## Discografia

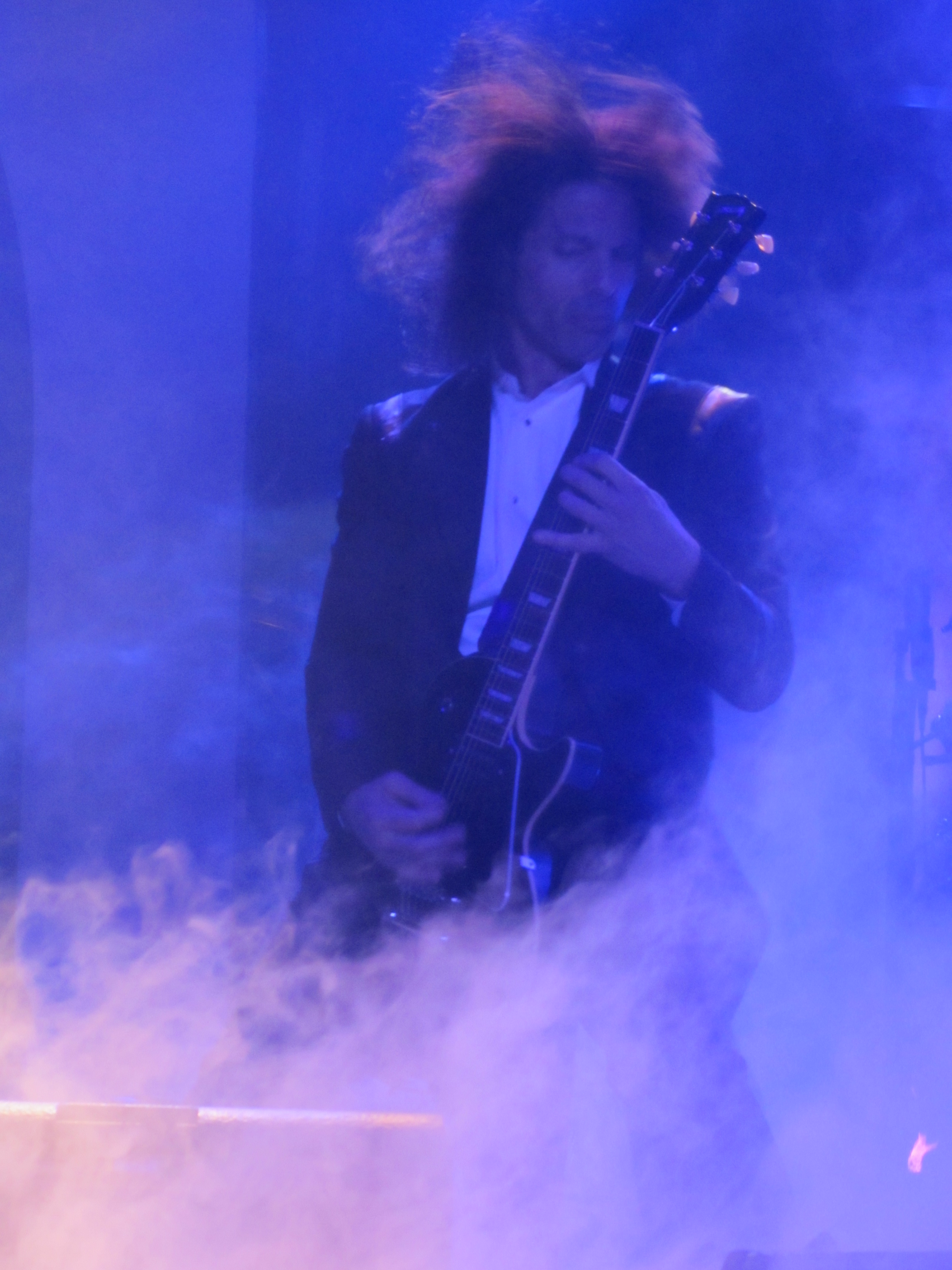
Pitrelli performing live with the Trans-Siberian Orchestra in 2012

### Trans-Siberian Orchestra
- Christmas Eve and Other Stories (1996)
- The Christmas Attic (1998)
- The Ghosts of Christmas Eve (2000)
- Beethoven's Last Night (2000)
- The Lost Christmas Eve (2004)
- Night Castle (2009)
- Dreams of Fireflies (2012)
- Tales of Winter: Selections from the TSO Rock Operas (2013)
- Letters From The Labyrinth (2015)

### Megadeth
- Capitol Punishment: The Megadeth Years (2000)
- The World Needs a Hero (2001)
- Rude Awakening (2002)
- Still Alive... and Well? (2002)
- Greatest Hits: Back to the Start (2005)
- Anthology: Set the World Afire (2008)
- Warheads on Foreheads (2019)

### Alice Cooper
- Alice Cooper Trashes The World (1990)
- Classicks (1995)

### Savatage
- Dead Winter Dead (1995)
- The Wake of Magellan (1998)
- Poets and Madmen (2001)

### Danger Danger
- Rare Cuts (2003)

### Hotshot
- The Bomb (2005)

### Asia
- Aqua (1992)
- Aria (1994)

### Place Called Rage
- Place Called Rage (1995)

### Randy Coven
- Funk Me Tender (1989)
- Sammy Says Ouch! (1990)

### Coven, Pitrelli, O'Reilly
- CPR (1992)

### Morning Wood
- Morning Wood (1994)

### O'2L
- O'2L
- Doyle's Brunch
- Eat a Pickle

### Widowmaker
- Blood and Bullets (1992)
- Stand By for Pain (1994)

### Vertex
- Vertex (1996)

### Guitar Battle
- Guitar Battle (1998)